# Сигізмунд III Ваза
Сигізмунд ІІІ Ва́за (швед. Sigismund, пол. Zygmunt III Waza; 20 червня 1566, замок Гріпсгольм — 30 квітня 1632, Варшава) — король Польщі, Великий князь литовський, Великий князь Руський (з 1587 року), король Шведської імперії (в 1592–1599 роках). Ревний католик.

## Королівський титул
Повний титул: пол. Z Bożej łaski Król Polski, Wielkie Książę Litewski, Ruskie, Pruskie, Mazowieckie, Źmudzkie, Kiiowskie, Wołyńskie, Podlaskie, Inflantckie, etc. y Szwedzki, Gotski, Wandalski Dziedziczny Krol.
Переклад українською: З Божої ласки Король Польщі, Великий князь Литовський, Руський, Прусський, Мазовецький, Жмудський, Київський, Волинський, Підляський, Інфлянтський, а також дідичний король Шведський, Готський і Вандальський.

## Біографія
Син шведського короля Югана III та Катерини Ягеллонки, дочки Сигізмунда І Старого. Обраний на престол середньою шляхтою на чолі з Яном Замойським.
Незабаром після коронації Сигізмунда проти нього виступив австрійський принц Максиміліан ІІІ Габсбург, який також претендував на титул правителя Речі Посполитої. Проте 1588 року в битві під Бичиною Максиміліан зазнав поразки та потрапив у полон. Та 1589 року його було відпущено на свободу за договором, за яким він відмовився від будь-яких претензій на польський престол.
Сигізмунд III, будучи шведським королем, прагнув відродити католицизм, активно сприяв переходу православної церкви під верховенство Риму. За його правління 1596 року укладено Берестейську унію.
За його правління Річ Посполита вела війни зі Шведською імперією (1600-1611, 1617-1620, 1621-1629 роки) та Османською імперією (1617, 1620-1621 роки), що значно погіршило життя мешканців країни[джерело?].

### Боротьба за Шведську імперію
Після смерті свого батька, шведського короля Югана III (1592) Сигізмунд вирушив на Батьківщину та коронувався шведським королем, але після повернення до Речі Посполитої змушений був призначити регентом свого дядька Карла, герцога Седерманладського, який, підтримуючи протестантизм, здобув прихильність народу і явно прагнув до престолу.
19 лютого 1594 року в місті Уппсалі був коронований як король Швеції спеціальною «шведською короною».
Під час другого перебування у Швеції (1598 рік) Сигізмунд відштовхнув від себе багатьох прихильників. Після битви біля Стонгебру був остаточно усунений від престолу (1599 рік), а його дядько оголошений королем Швеції на сеймі в Норрчепінгу, в 1604 році, під ім'ям Карла IX. Сигізмунд не хотів відмовлятися від своїх прав на шведський престол та втягнув Річ Посполиту в невдалі для неї війни зі Швецією, які тривали понад 60 років та завершились так званим «Шведським потопом».
1596 року Сигізмунд ІІІ переніс столицю Речі Посполитої з Кракова до Варшави.

### Війни з Московським Царством
У 1609-1618 роках Сигізмунд III вів боротьбу проти Московського царства, в якій брали участь українські козацькі полки (не менше 30 т
000) під командуванням Петра Сагайдачного. Виношуючи плани експансії на схід, Сигізмунд ІІІ підтримав Лжедмитрія I, уклавши з ним таємний договір. За володіння у Москві самозванець обіцяв віддати Речі Посполитій Чернігово-Сіверську землю. Після смерті Лжедмитрія I Сигізмунд у 1609 році обложив Смоленськ. Війська Речі Посполитої під командуванням Станіслава Жолкевського в 1610 році захопили Москву.
1610 р. на замовлення короля Сигізмунда ІІІ було виготовлено московитську корону для коронації його сина Владислава, якого бояри обрали на московського царя. Проте коронація так і не відбулась.
Після заколоту та взяття Москви земським військом в 1612 році війна продовжилася до 1618 року, коли в Деуліно було укладено перемир'я, за яким за Річчю Посполитою залишилися Смоленська, Чернігівська та Сіверська землі.
За Сигізмунда III відбулися національно-визвольні повстання під проводом Криштофа Косинського, Северина Наливайка, Марка Жмайла, Тараса Федоровича.
Портрет Сигізмунда III викарбувано на сучасних польських монетах.

## Родина

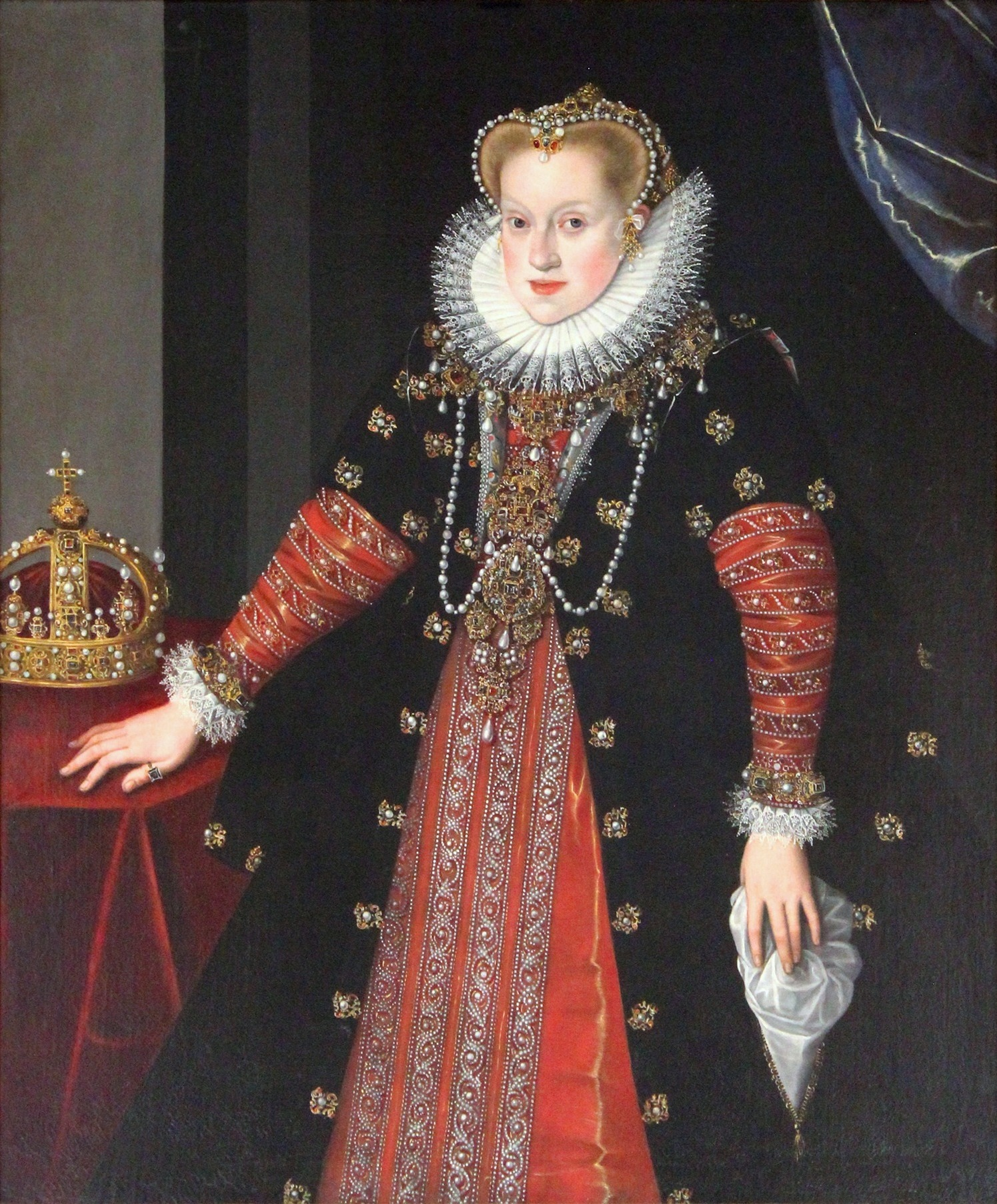
Анна

У 1592 році Сигізмунд ІІІ одружився з дочкою ерцгерцога австрійського Карла II, внучкою імператора Фердинанда I Анною, яка народила в 1596 році майбутнього короля — Владислава IV. Після смерті першої дружини Анни Габсбург в 1598 році Сигізмунд III у 1605 році одружився з її сестрою Констанцією, яка 1609 року народила сина — майбутнього короля Яна ІІ Казимира.
Діти з Анною:
- Анна Марія (1593–1600)
- Катажина (1594)

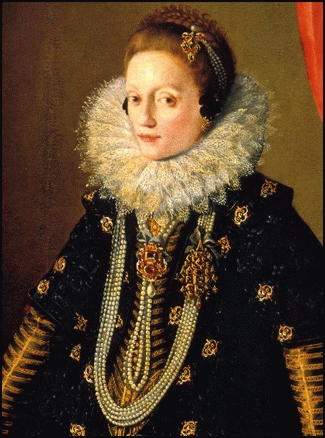
Констанція

- Владислав IV Ваза (1595–1648) — король Польщі
- Катажина (1596–1597)
- Кшиштоф (1598)

Діти з Констанцією:
- Ян Казимир (1607-1608 роки),
- Ян II Казимир (1609–1672) — король Польщі
- Ян Альберт (1612-1634)
- Кароль Фердинанд (1613-1655)
- Александер Кароль (1614-1634)
- Анна Констанція (1616)
- Анна Катажина Констанція (1619-1651).